# Isack Hadjar
Isack Alexandre Hadjar (Parigi, 28 settembre 2004) è un pilota automobilistico francese naturalizzato algerino, attivo in Formula 1 con la Racing Bulls.
In precedenza aveva corso in Formula 2, conquistando il secondo posto assoluto nel 2024.

## Carriera

### Formula 4
Hadjar inizia nel 2019 la sua carriera in monoposto correndo nel Campionato francese di Formula 4, nel quale conquista due podi con una vittoria sul Circuito di Spa-Francorchamps e chiude la stagione settimo in classifica e secondo tra gli esordienti. Nel 2020 partecipa alle ultime quattro gare della Formula 4 degli Emirati Arabi, per poi continuare a correre nella Formula 4 francese dove arrivano tre vittorie e altri otto podi per concludere terzo in classifica dietro al campione Ayumu Iwasa.

### Formula 3 regionali
Nell'inverno del 2021 partecipa ai primi tre round della Formula 3 asiatica con il team Evans GP. Nella serie conquista cinque podi nelle nove gare disputate e chiude sesto in classifica generale con 95 punti.
Nello stesso anno partecipa anche alla Formula 3 europea regionale con il team francese R-ace GP. Conquista il suo primo podio con un terzo posto a Barcellona, sullo storico Circuito di Monaco conquista la sua prima pole position e la sua prima vittoria davanti al compagno di team Zane Maloney. Nell'ultimo round a Monza Hadjar arriva secondo in gara-1 e vince gara-2 davanti alla Prema di Paul Aron. Chiude la stagione al quinto posto nella classifica generale e vince la classifica riservata ai rookie davanti a Gabriele Minì.
Nel inverno del 2022, prima del suo esordio in Formula 3, Hadjar partecipa alla Formula Regional Asia con il team Hitech Grand Prix. Il francese conquista due vittorie, una a Dubai e altra sul Circuito di Yas Marina, grazie anche ad altri tre podi chiude la serie al terzo posto.

### Formula 3

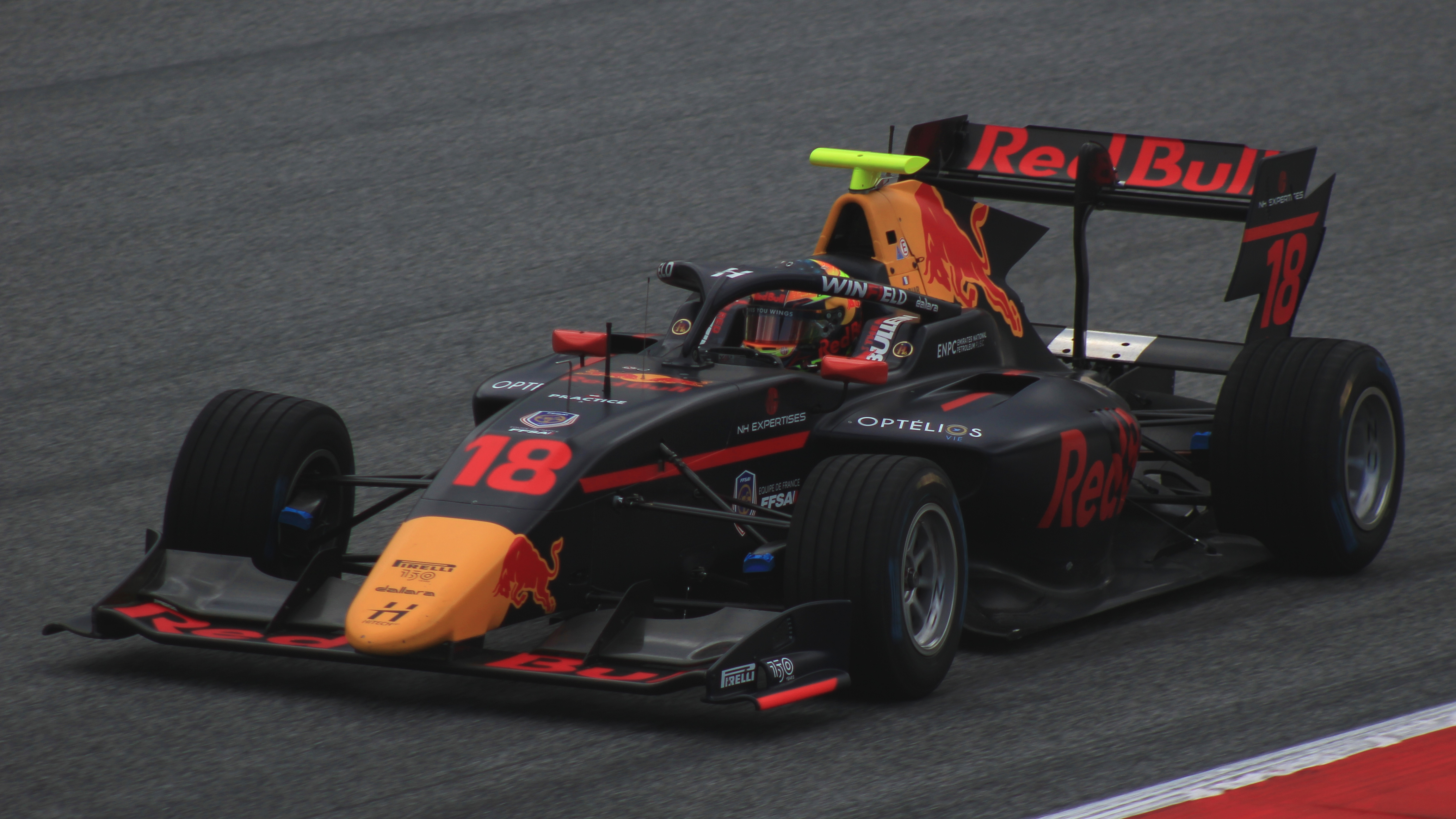
Isack Hadjar alla guida della Dallara F3 2019

Nel novembre del 2021 Hadjar partecipa ai test collettivi del Campionato di Formula 3 a Valencia con il team Hitech Grand Prix. Nel gennaio il team Hitech conferma Hadjar per la stagione 2022. Il franco-algerino conquista la sua prima vittoria già nella prima gara stagionale a Sakhir, nei due round successivi a Imola e a Barcellona ottiene due terzi posti. Hadjar sul Circuito di Silverstone vince gara-1 davanti a Victor Martins, al Red Bull Ring ottiene la sua prima Pole position nella categoria, in gara riesce a vincere la corsa e salire in testa alla classifica. Nel resto della stagione non raggiunge altri podi e chiude quarto in classifica, terzo tra i Rookie.

### Formula 2
Dopo l'ottima stagione in F3, Hadjar nel 2023 rimane legato al team Hitech Grand Prix ma sale di categoria, passando alla Formula 2. Dopo un inizio sotto le aspettative, nella Sprint del Red Bull Ring ottiene il quarto posto, ma grazie alla squalifica di Clément Novalak riesce a salire per la prima volta sul podio nella serie. Nel resto della stagione ottiene altri tre quinti posti e termina quattordicesimo in classifica piloti, sesto tra i rookie. Nel novembre del 2023 prende parte al Gran Premio di Macao sempre con il team britannico, tornando a correre con una vettura di F3.

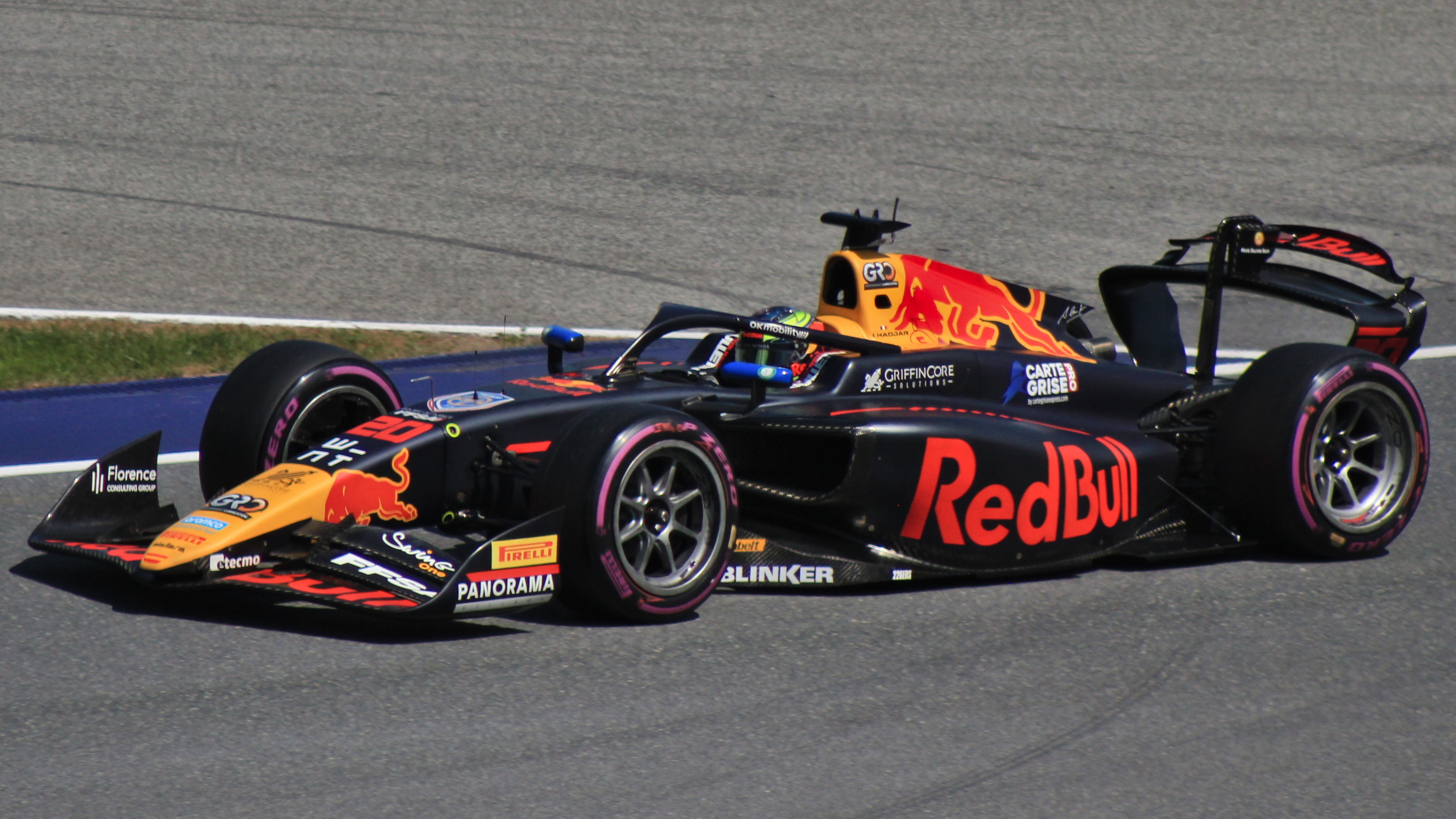
Isack Hadjar nel 2024 durante la stagione di F2

Per la stagione 2024, Hadjar rimane in F2 passando al team spagnolo Campos Racing, insieme a Pepe Martí. Dopo i primi due round sottotono, Hadjar vince la Sprint Race di Melbourne, ma nel post gara viene penalizzato, scende in sesta posizione e la vittoria passa a Roman Staněk. Il franco algerino si riscatta vincendo la Feature Race davanti a Paul Aron e Zane Maloney. Anche ad Imola riesce a trionfare nella Feature Race davanti al poleman Gabriel Bortoleto. Hadjar a Montecarlo stava per vincere la sua terza Feature consecutiva ma per colpa della Safety car, Zak O'Sullivan riesce a stargli davanti vincendo la corsa. Manca il podio nel round di Barcellona, ma nella Feature Race di Spielberg ottiene un altro terzo posto. La sua terza vittoria arriva ancora in una Feature , riesce a vincere a Silverstone grazie anche alla penalità di Jak Crawford. Nella Sprint Race del Hungaroring ottiene un altro podio arrivando terzo grazie anche alla squalifica di Richard Verschoor. Nella Feature Race di Spa ottiene la sua quarta vittoria stagionale, una vittoria per Hadjar che lo lancia in vetta solitaria al campionato. Nel resto della stagione ottiene un solo altro podio e chiude secondo in classifica finale dietro Gabriel Bortoleto.

### Formula 1
Il 16 giugno 2021 il team Red Bull annuncia Hadjar come nuovo membro della Red Bull Junior Team a partire dal 2022. Nel 2023 ha le sue prime occasioni per correre con una vettura di Formula 1, partecipa al primo turno delle prove libere nel Gran Premio di Città del Messico con l'AlphaTauri AT04 . Nel Gran Premio di Abu Dhabi, invece, scende in pista con la Red Bull RB19, sempre nelle prove libere. 
L'anno seguente torna alla guida di una Formula 1 durante le prove libere del Gran Premio di Gran Bretagna al posto di Sergio Pérez sulla Red Bull RB20. Dal settembre del 2024 diventa pilota di riserva dei team Red Bull e RB. Scende in pista con la Red Bull nel primo turno di prove libere del Gran Premio di Abu Dhabi. 

#### 2025: L'esordio con Racing Bulls

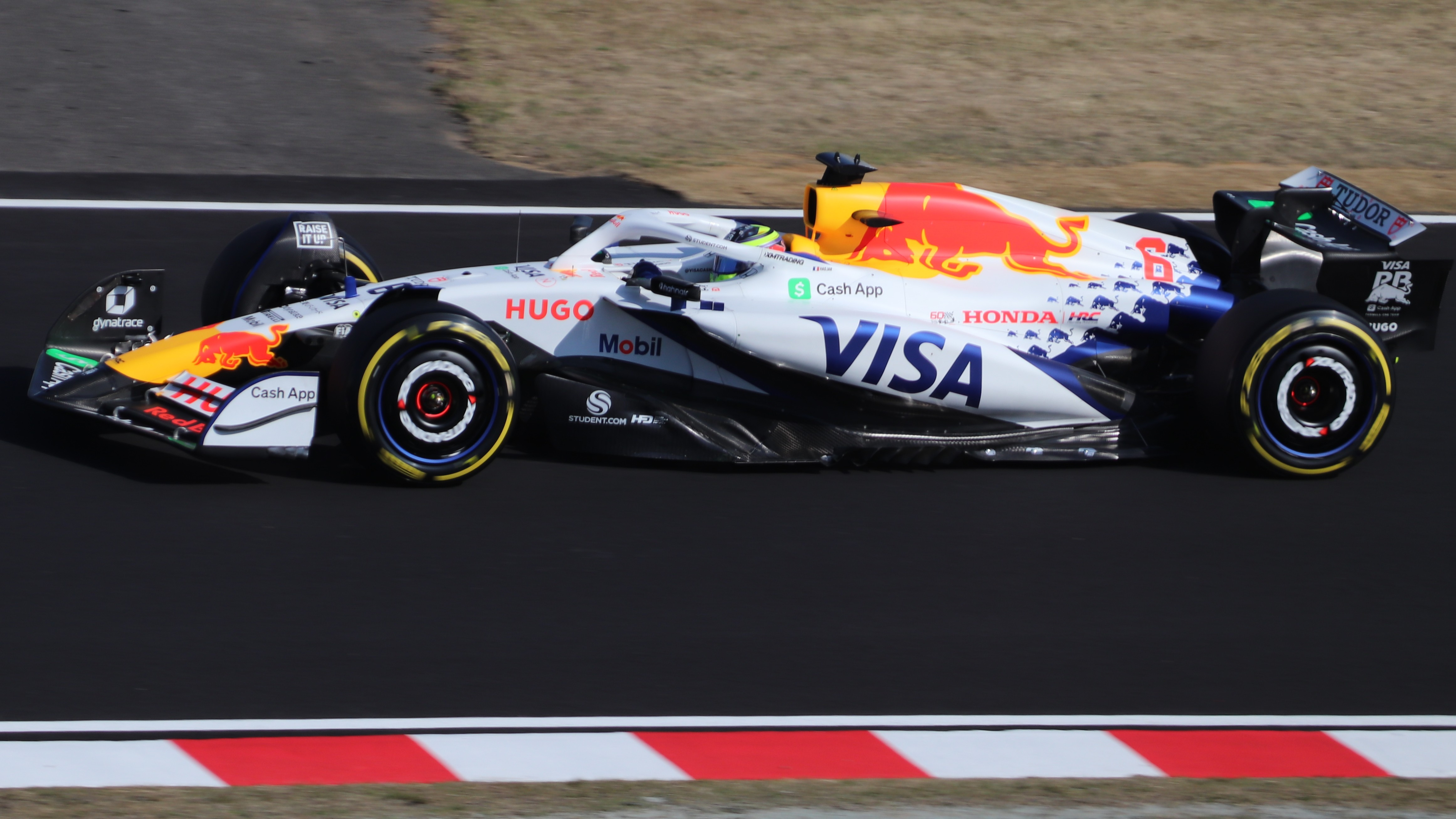
Hadjar nelle seconde prove libere del Gran Premio del Giappone 2025.

Dopo il passaggio di Liam Lawson in Red Bull, il 20 dicembre 2024, Hadjar viene scelto dal team Racing Bulls come pilota titolare per la stagione 2025 al fianco di Yūki Tsunoda.
Il 16 marzo 2025, all'esordio assoluto in Formula 1 nel Gran Premio d'Australia 2025, parte dalla 11° casella dopo le qualifiche ma durante il giro di formazione va contro le barriere e di conseguenza non partecipa al suo primo Gran Premio. Nelle successive quattro gare arriva undicesimo in Cina e tredicesimo in Bahrein mentre va a punti due volte: arrivando ottavo in Giappone, mentre in Arabia Saudita arriva decimo. Dopo un undicesimo posto a Miami marca altri due piazzamenti nei punti, nono ad Imola e sesto a Monaco (suo miglior risultato fino a quel momento in Formula 1, unito anche al miglior risultato in qualifica, quinto).

## Risultati

### Riassunto della carriera
| Stagione | Serie                       | Team                    | Gare         | Vittorie     | Pole         | G.V          | Podio        | Punti        | Pos.         |
| -------- | --------------------------- | ----------------------- | ------------ | ------------ | ------------ | ------------ | ------------ | ------------ | ------------ |
| 2019     | Formula 4 francese          | FFSA Academy            | 20           | 1            | 0            | 1            | 2            | 118          | 7º           |
| 2020     | Formula 4 EAU               | 3Y Technology           | 8            | 0            | 0            | 0            | 0            | 56           | 11º          |
| 2020     | Formula 4 francese          | FFSA Academy            | 21           | 3            | 2            | 6            | 11           | 233          | 3º           |
| 2021     | Formula 3 asiatica          | Evans GP                | 9            | 0            | 0            | 1            | 5            | 95           | 6º           |
| 2021     | Formula 3 europea regionale | R-ace GP                | 20           | 2            | 0            | 2            | 5            | 166          | 5º           |
| 2022     | Formula 3 asiatica          | Hitech Grand Prix       | 15           | 2            | 0            | 2            | 5            | 134          | 3º           |
| 2022     | Formula 3                   | Hitech Grand Prix       | 18           | 3            | 1            | 3            | 5            | 123          | 4º           |
| 2023     | Formula 2                   | Hitech Pulse-Eight      | 25           | 0            | 0            | 1            | 1            | 55           | 14°          |
| 2024     | Formula 2                   | Campos Racing           | 7            | 4            | 1            | 1            | 8            | 192          | 2º           |
| 2024     | Formula 1                   | Red Bull / Racing Bulls | Terzo pilota | Terzo pilota | Terzo pilota | Terzo pilota | Terzo pilota | Terzo pilota | Terzo pilota |
| 2025     | Formula 1                   | Racing Bulls            | 13           | 0            | 0            | 0            | 0            | 22*          |              |

### Risultati in Formula 3 asiatica
(legenda) (Le gare in grassetto indicano la pole position) (Le gare in corsivo indicano Gpv)
| Stagione | Squadra           | 1   | 2   | 3   | 4   | 5   | 6   | 7   | 8   | 9   | 10  | 11  | 12  | 13  | 14  | 15  | Punti | Pos. |
| -------- | ----------------- | --- | --- | --- | --- | --- | --- | --- | --- | --- | --- | --- | --- | --- | --- | --- | ----- | ---- |
| 2021     | Evans GP          | DUB | DUB | DUB | ABU | ABU | ABU | ABU | ABU | ABU | DUB | DUB | DUB | ABU | ABU | ABU | 95    | 6º   |
| 2021     | Evans GP          | 8   | 3   | 4   | 3   | 2   | 3   | 9   | Rit | 3   |     |     |     |     |     |     | 95    | 6º   |
| 2022     | Hitech Grand Prix | ABU | ABU | ABU | DUB | DUB | DUB | DUB | DUB | DUB | DUB | DUB | DUB | ABU | ABU | ABU | 134   | 3º   |
| 2022     | Hitech Grand Prix | 4   | 16  | 3   | 8   | 3   | 3   | 5   | 12  | Rit | 1   | 11  | 10  | 2   | 25  | 1   | 134   | 3º   |

### Risultati in Formula 3 regionale europea
(legenda) (Le gare in grassetto indicano la pole position) (Le gare in corsivo indicano Gpv)
| Stagione | Team     | 1   | 2   | 3   | 4   | 5   | 6   | 7   | 8   | 9   | 10  | 11  | 12  | 13  | 14  | 15  | 16  | 17  | 18  | 19  | 20  | Punti | Pos. |
| -------- | -------- | --- | --- | --- | --- | --- | --- | --- | --- | --- | --- | --- | --- | --- | --- | --- | --- | --- | --- | --- | --- | ----- | ---- |
| 2021     | R-ace GP | IMO | IMO | CAT | CAT | MON | MON | LEC | LEC | ZAN | ZAN | SPA | SPA | RBR | RBR | VAL | VAL | MUG | MUG | MNZ | MNZ | 166   | 5º   |
| 2021     | R-ace GP | 7   | 12  | 7   | 3   | 1   | 2   | 21  | 4   | 6   | 11  | 7   | 9   | 12  | 6   | 9   | 4   | 12  | 13  | 2   | 1   | 166   | 5º   |

### Risultati in Formula 3
(legenda) (Le gare in grassetto indicano la pole position) (Le gare in corsivo indicano Gpv)
| Stagione | Team              | 1   | 2   | 3   | 4   | 5   | 6   | 7   | 8   | 9   | 10  | 11  | 12  | 13  | 14  | 15  | 16  | 17  | 18  | Punti | Pos. |
| -------- | ----------------- | --- | --- | --- | --- | --- | --- | --- | --- | --- | --- | --- | --- | --- | --- | --- | --- | --- | --- | ----- | ---- |
| 2022     | Hitech Grand Prix | BHR | BHR | IMO | IMO | CAT | CAT | SIL | SIL | RBR | RBR | HUN | HUN | SPA | SPA | ZAN | ZAN | MNZ | MNZ | 123   | 4º   |
| 2022     | Hitech Grand Prix | 1   | 25  | 5   | 3   | 10  | 3   | 1   | 5   | 10  | 1   | 4   | 18  | 9   | 14  | 6   | 5   | 27  | 9   | 123   | 4º   |

### Risultati in Formula 2
(legenda) (Le gare in grassetto indicano la pole position) (Le gare in corsivo indicano Gpv)
| Stagione | Team               | 1   | 2   | 3   | 4   | 5   | 6   | 7   | 8   | 9   | 10  | 11  | 12  | 13  | 14  | 15  | 16  | 17  | 18  | 19  | 20  | 21  | 22  | 23  | 24  | 25  | 26  | 27  | 28  | Punti | Pos. |
| -------- | ------------------ | --- | --- | --- | --- | --- | --- | --- | --- | --- | --- | --- | --- | --- | --- | --- | --- | --- | --- | --- | --- | --- | --- | --- | --- | --- | --- | --- | --- | ----- | ---- |
| 2023     | Hitech Pulse-Eight | BHR | BHR | JED | JED | ALB | ALB | BAK | BAK | MON | MON | CAT | CAT | RBR | RBR | SIL | SIL | HUN | HUN | SPA | SPA | ZAN | ZAN | MNZ | MNZ | YMC | YMC |     |     | 55    | 14°  |
| 2023     | Hitech Pulse-Eight | 20  | 7   | 12  | 9   | 6   | 15  | 11  | 7   | Rit | 12  | 12  | 21  | 3   | 12  | 5   | 15  | 8   | 5   | 11  | Rit | C   | 6   | 11  | 11  | 5   | 8   |     |     | 55    | 14°  |
| 2024     | Campos Racing      | BHR | BHR | JED | JED | ALB | ALB | IMO | IMO | MON | MON | CAT | CAT | RBR | RBR | SIL | SIL | HUN | HUN | SPA | SPA | MNZ | MNZ | BAK | BAK | LUS | LUS | YMC | YMC | 192   | 2°   |
| 2024     | Campos Racing      | 4   | Rit | 15  | Rit | 6   | 1   | Rit | 1   | 8   | 2   | 6   | 5   | 15  | 3   | Rit | 1   | 3   | 18  | 9   | 1   | 10  | 11  | 12  | 14  | 4   | 2   | 5   | 19  | 192   | 2°   |

### Risultati Formula 1
| 2023 | Scuderia            | Vettura   |  |  |  |  |  |  |  |  |  |  |  |  |  |  |  |  |  |  |    |  |  |    |  |  | Punti | Pos. |
| ---- | ------------------- | --------- |  |  |  |  |  |  |  |  |  |  |  |  |  |  |  |  |  |  | -- |  |  | -- |  |  | ----- | ---- |
| 2023 | AlphaTauri Red Bull | AT04 RB19 |  |  |  |  |  |  |  |  |  |  |  |  |  |  |  |  |  |  | SP |  |  | SP |  |  |       |      |

| 2024 | Scuderia | Vettura |  |  |  |  |  |  |  |  |  |  |  |    |  |  |  |  |  |  |  |  |  |  |  |    | Punti | Pos. |
| ---- | -------- | ------- |  |  |  |  |  |  |  |  |  |  |  | -- |  |  |  |  |  |  |  |  |  |  |  | -- | ----- | ---- |
| 2024 | Red Bull | RB20    |  |  |  |  |  |  |  |  |  |  |  | SP |  |  |  |  |  |  |  |  |  |  |  | SP |       |      |

| 2025 | Scuderia     | Vettura  |    |    |   |    |    |    |   |   |   |    |    |     |     |    |  |  |  |  |  |  |  |  |  |  | Punti | Pos. |
| ---- | ------------ | -------- | -- | -- | - | -- | -- | -- | - | - | - | -- | -- | --- | --- | -- |  |  |  |  |  |  |  |  |  |  | ----- | ---- |
| 2025 | Racing Bulls | VCARB 02 | NP | 11 | 8 | 13 | 10 | 11 | 9 | 6 | 7 | 16 | 12 | Rit | 208 | 11 |  |  |  |  |  |  |  |  |  |  | 21    |      |

| Legenda | 1º posto     | 2º posto | 3º posto    | A punti         | Senza punti/Non class.  | Grassetto – Pole position Corsivo – Giro più veloce Apice – Risultato Sprint (A punti) |
| Legenda | Squalificato | Ritirato | Non partito | Non qualificato | Solo prove/Terzo pilota | Grassetto – Pole position Corsivo – Giro più veloce Apice – Risultato Sprint (A punti) |

### Risultati Gran Premio di Macao
| Anno | Team               | Auto         | Qualifica | Gara |
| ---- | ------------------ | ------------ | --------- | ---- |
| 2023 | Hitech Pulse-Eight | Dallara F319 | 9°        | 7°   |